# .be
Pour les articles homonymes, voir BE.
.be est le domaine de premier niveau national (country code top level domain : ccTLD) réservé à la Belgique. Il est administré par DNS Belgium.
Les noms de domaine peuvent être directement enregistrés au deuxième niveau. Il existe des cas limités d'enregistrement au troisième niveau. Notoirement .ac.be pour les universités et .fgov.be pour le gouvernement fédéral.
Tout enregistrement .be doit être effectué via un agent autorisé, et non pas directement par DNS Belgium.

## Historique
Ce nom de domaine de premier niveau pour la Belgique est actif depuis 1989, les enregistrements étant tout d'abord effectués par Pierre Verbaeten de la Katholieke Universiteit Leuven.
L'enregistrement fut confié à partir de 1999 à  DNS Belgium, une association sans but lucratif fondée par l'ISPA, Beltug et Agoria. Les noms de domaines ont été libéralisés en décembre 2000.
Depuis le 11 juin 2013, il est possible  d'enregistrer des noms de domaines internationalisés avec certains caractères spéciaux.

## Caractères spéciaux
Voici la liste des caractères spéciaux autorisés.
- ß
- æ
- œ
- à
- å
- ê
- á
- ï
- ë
- â
- ç
- ì
- ã
- è
- í
- ó
- õ
- ø
- ô
- ö
- ù
- þ
- ÿ
- î
- ü
- ý
- û
- ú
- ò
- ñ
- ð
- ä
- é

## Statistiques
451 entreprises peuvent représenter DNS Belgium pour commercialiser les noms de domaine .BE. La première place du podium est occupée par OVH avec 9,3 % de part de marché. Gandi possède 3,7 % de part de marché. 45 % des noms de domaine sont gérés par des entreprises belges comme Telenet Group, Belgacom.
Voici un tableau reprenant d'abord l'année, ensuite le nombre total de .BE enregistrés pour terminer par la croissance nette annuelle des noms de domaines .BE.
|      | .BE enregistrés | Croissance |
| 2002 | 178 667         | n.c        |
| 2003 | 238 299         | 59 632     |
| 2004 | 302 684         | 64 385     |
| 2005 | 395 110         | 92 426     |
| 2006 | 1 050 395       | 655 285    |
| 2007 | 641 645         | −408 750   |
| 2008 | 746 622         | 104 977    |
| 2009 | 867 715         | 121 093    |
| 2010 | 991 715         | 124 000    |
| 2011 | 1 107 790       | 116 075    |
| 2012 | 1 233 134       | 125 344    |
| 2013 | 1 356 376       | 123 242    |

Remarque : .be a été gratuit durant le mois de janvier 2006.

## Noms de domaines régionaux
Le parti d'extrême droite indépendantiste Vlaams Belang a introduit un projet de résolution devant le Parlement flamand pour demander la création d'un nom de domaine de premier niveau .vl (pour Vlaanderen, Flandre en néerlandais), mais qui n'a pas abouti faute du manque de soutien de cette résolution par les autres partis politiques. Le gouvernement régional flamand a par ailleurs argüé du fait qu'une telle initiative se trouvait hors de ses compétences.
En janvier 2012, le gouvernement flamand soumet une demande à l’ICANN pour la création du domaine .vlaanderen.
En mars 2012, un dossier pour la création du domaine .brussels est soumis.  Depuis septembre 2014, n'importe quel particulier peut enregistrer un site au nom de domaine .brussels et .vlaanderen.

## Divers

Logo utilisé par le gouvernement belge

Il y avait à la fin de l'année 2005 plus de 480 000 noms de domaines enregistrés. En novembre 2005, DNS.be entama une campagne d'information visant à promouvoir davantage .be : il est devenu possible pendant 3 mois d'enregistrer gratuitement un nom de domaine auprès de divers bureaux d'enregistrement ; un demi-million de noms de domaines se retrouvèrent dès lors déposés, dont 17 000 le premier jour de la campagne. Le million de noms de domaines déposés a été atteint en avril 2006.
be est un nom de domaine signifiant par ailleurs « être » en anglais, ce qui autorise des combinaisons signifiantes en anglais dans les noms de domaines, comme « place.to.be ».
.be a par ailleurs été utilisé à diverses reprises par le gouvernement fédéral en tant que slogan ou symbole de campagne de promotion, notamment lors de la présidence de l'Union européenne ou de ses actions de simplification administrative.